# Історія освоєння мінеральних ресурсів Оману
Історія освоєння мінеральних ресурсів Оману

## Від давніх часів до ХІХ століття
Перші свідоцтва використання каменя для вироблення знарядь датуються нижнім палеолітом (ймовірно, понад 700 тис. років тому). Видобуток глин для виготовлення посуду і будівництва жител ймовірно починається вже в епоху неоліту.
Найдавніші знахідки міді датуються 3-м тис. до н. е. Тоді ж на території Омана починається експлуатація родовищ мідних руд. Основний район зосередження давніх мідних рудників розташовувався в гірських масивах поблизу Оманської затоки. Тут на площі близько 30 тис. км² відомо понад 100 мідних родовищ і рудопроявів, пов'язаних з офіолітовим комплексом (найпотужніші — Ласайль, Самдах, Раках). Всі ці родовища були об'єктами видобутку руд починаючи з 3-го тис. до н. е. — аж до пізнього середньовіччя. Знайдені залишки штолень, шахт, ознаки відкритих робіт. На багатьох з них збереглися сліди металургійної діяльності (відвали шлаків, металургійні горни тощо). Знайдено багато селищ металургів і гірників. Поширена думка, що в Омані знаходилася легендарна «країна міді — Маган», звідки отримували цей метал древні шумери. Найдавніші мідні рудники розташовувалися в місцевостях Ваді-Джізі, Нізва, Майсар.
Підйом гірничої справи відбувся у VII ст. до н. е., коли нарівні з міддю з'являється залізо, яке здебільшого витіснило мідь близько III ст. до н. е. Видобуток руди на всіх великих копальнях збільшується в цей час в декілька разів. Арабські джерела X ст. свідчать про мідні розробки Джебель-Маадін поблизу Сухара і поблизу Біркат-аль-Мавз. 
У 1340 перський автор Аль-Мустауфі повідомляє про те, що на морському узбережжі Омана є копальні корунду, карнеолу, дорогоцінних каменів, золоті, срібні, залізні, мідні і магнетитові рудники. З вичерпанням багатих родовищ гірничий промисел занепадає (пізнє середньовіччя).

## ХХ-ХХІ століття
Видобуток нафти і газу бере початок з пошукових робіт 1956 р. Перше родовище нафти Нат IX відкрито в 1963 р. У цьому ж році виявлені найбільші родовища Оману — Фахуд та Йібаль. На початку 1970-х років відкриті родовища в центральному районі, а в 1978-80 роках — на північному заході країни. Зараз практично вся територія Оману входить до Нафтогазоносного басейну Перської затоки. Річний видобуток нафти у 1980-х роках становив приблизно 20 млн т, причому експорт дорівнював видобутку.
В 1968 р. в Оманських горах по ознаках давніх гірничих виробок були відкриті родовища мідних руд, які експлуатуються з 1980-х років.
На рубежі XX — XXI ст. видобувна промисловість представлена в основному нафтогазодобувною галуззю, видобувають також мідь, хроміти, вапняк та інш. У 1997 р. щодня добувалося близько 120 тис. т нафти. За таких темпів видобутку її запасів вистачить приблизно до 2013 р. На початку XXI ст. видобуток нафти в країні зменшується.